# Urvaste község
Urvaste község (észtül: Urvaste vald) közigazgatási egység volt Võru megye északnyugati részén. A község utolsó polgármestere Riho Roon volt. A község lakossága 2016. január elsején 1269 fő volt, amely 139,9 km²-es területét tekintve 9,1 fő/km² népsűrűséget jelent. Itt található Észtország egyik legismertebb fája a Tamme-Lauri tölgyfa, mely a község címerében is szerepel. A község hivatalos lapja az 1994–2017 között kiadott Urvaste Valla Leht volt. A 2017-es közigazgatási reform során megszüntették és a korábbi Antsla községgel összevonva létrehozták az új Antsla községet.

## Közigazgatási beosztás

### Falvak
Urvaste község területéhez 14 falu tartozik: Kassi, Kirikuküla, Koigu, Kuldre, Kõlbi, Lümatu, Pihleni, Ruhingu, Toku, Uhtjärve, Urvaste, Uue-Antsla, Vaabina, valamint Visela.

## Fordítás
Ez a szócikk részben vagy egészben  az   Urvaste vald című észt Wikipédia-szócikk ezen változatának fordításán alapul.  Az eredeti cikk szerkesztőit annak laptörténete sorolja fel. Ez a jelzés csupán a megfogalmazás eredetét és a szerzői jogokat jelzi, nem szolgál a cikkben szereplő információk forrásmegjelöléseként.